# Чернянка
Черня́нка (рос. Чернянка) — селище міського типу, центр Чернянського району Бєлгородської області, Росія. Знаходиться в межах української етнічної території — Східна Слобожанщина, Подоння

## Географія
Селище розташоване на лівому березі річки Оскіл, лівій притоці Сіверського Дінця.

## Населення
| Рік  | Населення (тис.) |
| ---- | --- |
| 1782 | 4,251 з них 4198 малоросіян (українців — 98,8%), 53 селянина, разом з селом Чернянським (Красний Острів) і селом Лівенка |
| 1850 | 5,500 |
| 1865 | 5,410 . |
| 1897 | 5,800 |
| 1926 | 8,744 |
| 1932 | 8,342 |
| 1939 | 8,071 |
| 1959 | 8,784 |
| 1970 | 10,106 |
| 1979 | 11,795 |
| 1989 | 13,475 |
| 2002 | 15,067 |
| 2006 | 14,950 |
| 2008 | 15,040 |
| 2009 | 15,110 |
| 2011 | 15,217 |

### Етнічний склад
У 1926 році в Чернянській волості українці становили 67,7%, росіяни 32,1 населення.
Мова спілкування мешканців селища змішана, російсько-українська (суржик).

## Історія
Після укладення Брестського миру в 1918 р. демаркаційна лінія пройшла північніше Новооскільського повіту і слобода Чернянка була включена до складу земського центру м. Острогозька, землі Подоння, Української народної республіки (У Н Р). а в 1919 р. слобода ввійшла до складу Харківської губернії, Української держави гетьмана Скоропадського. Пізніше захоплена Озброєними силами Півдня Росії і його займала Добровольча армія.
З 1923 р. по 1933 р. в україномовних поселеннях Чернянського району здійснювалася державна політика українізації (в Центральному Чорнозем'ї проживало більше 1 500 000 українців). Українізація передбачала вивчення і застосування в повсякденному житті, в школі та на державній службі української мови в тих районах і слободах, де проживало понад 50% українців, Чернянка підлягала повній українізації.
Статус селища міського типу поселення отримало 1958 року.

## Економіка
В селищі працюють цегляний, цукровий, маслоробний заводи, підприємство з виробництва сухого молока, харчовий комбінат, м'ясокомбінат, елеватор.

## Транспорт і залізниця
У 1895 р. збудована залізниця Старий Оскіл — Валуйки, через Чернянку, з'єднавши найкоротшим шляхом Донбас і Москву..

## Відомі люди
- Бондаренко Петро Кузьмич (1915—1992) — український живописець.
- Безуглов Володимир Васильович (нар. 1947) — український художник.
- Бубліченко Лазар Іванович — українець, акушер-гінеколог, доктор медичних наук, лауреат Державної премії.
- Єрошева Ніна Миколаївна, заслужений працівник культури України[6].
- Жученко Павло Данилович — українець, Герой Радянського Союзу.
- Марінченко Микола Данилович — українець, Герой Радянського Союзу[7]..
- Петренко Микола Антонович[ru] — українець, Герой Радянського Союзу.
- Телегін Василь Іванович  (1936—2005) — тренер з легкої атлетики, Заслужений тренер СРСР, заслужений тренер Української РСР.
- Федоров Іван Андрійович[ru] — українець, Герой Радянського Союзу.

## Мапи
- Чернянка в 1792 р. [Архівовано 4 березня 2016 у Wayback Machine.]
- Чернянка в 1796 р.[недоступне посилання з червня 2019]
- Чернянка в 1822 р. [Архівовано 15 листопада 2013 у Wayback Machine.]
- Чернянка в 1871 р. [Архівовано 28 травня 2010 у Wayback Machine.]
- Чернянка в 1896 р. [Архівовано 4 березня 2016 у Wayback Machine.]
- Розселення українців на 1897 р.[недоступне посилання з травня 2019]
- Чернянка на мапі Курської губернії в 1901 р.
- Чернянка в 1903 р. [Архівовано 14 березня 2009 у Wayback Machine.]
- Чернянка на мапі розміщення українського населення
- Утворення Української Народної Республіки 1918 рік
- Етнографічна карта 1949 рік
- Чернянка на мапі Чернянського району

## Виноски
1. ↑  Українська етнічна територія-1949 рік
2. ↑  «Етнографічна границя» української території. Архів оригіналу за 22 грудня 2012. Процитовано 9 квітня 2022. [Архівовано 2012-12-22 у Archive.is]
3. ↑  Словарь Российской империи. Архів оригіналу за 4 березня 2016. Процитовано 23 жовтня 2015.
4. ↑  Демоскоп. Перепис населення. Архів оригіналу за 1 лютого 2014. Процитовано 14 вересня 2012.
5. ↑  Заселення Бєлгородської області, 18-й абзац. Архів оригіналу за 28 жовтня 2012. Процитовано 14 вересня 2012. [Архівовано 2012-10-28 у Wayback Machine.]
6. ↑  Єрошева Ніна Миколаївна. Архів оригіналу за 8 листопада 2016. Процитовано 14 вересня 2012. [Архівовано 2016-11-08 у Wayback Machine.]
7. ↑  МО РФ.Курська битва. Архів оригіналу за 25 березня 2005. Процитовано 14 вересня 2012. [Архівовано 2005-03-25 у Wayback Machine.]